# Lac du Déserteur
Lac du Déserteur är en sjö i Kanada.   Den ligger i regionen Mauricie och provinsen Québec, i den sydöstra delen av landet, 400 km norr om huvudstaden Ottawa. Lac du Déserteur ligger 400 meter över havet.
I omgivningarna runt Lac du Déserteur växer i huvudsak blandskog. Trakten runt Lac du Déserteur är nära nog obefolkad, med mindre än två invånare per kvadratkilometer.